# Kropiwnik Nowy
Kropiwnik Nowy (ukr. Новий Кропивник, Nowyj Kropywnyk) – wieś w rejonie drohobyckim obwodu lwowskiego. 
Została założona w 1439. W II Rzeczypospolitej miejscowość była siedzibą gminy wiejskiej Kropiwnik Nowy. Pod koniec XIX w. grupa domów we wsi nazywała się Pereprostyna. W 1930 kierowniczką miejscowej trzyklasowej szkoły została mianowana Izydora Hermanowska. 
Latem 1941 roku, po ataku III Rzeszy na ZSRR, zamordowano tutaj oraz we wsi Kropiwnik Stary łącznie 40 Żydów. W latach 1944–1945 nacjonaliści ukraińscy z OUN-UPA zamordowali tutaj i w Kropiwniku Starym łącznie 11 Polaków.

## Urodzeni
- Josyp Fołys